# مانويل دي سوزا كوتينو
مانويل دي سوزا كوتينو (بالبرتغالية: Manuel de Sousa Coutinho, governador da Índia‏) هو عسكري برتغالي، ولد في 1540، وتوفي في 1591.